# Hilarie Burton
Hilarie Burton-Morgan (ur. 1 lipca 1982 w Sterling) – amerykańska aktorka, bizneswoman, autorka i producentka. Występowała jako Peyton Sawyer w serialu The CW Pogoda na miłość (One Tree Hill, 2003–2009).

## Życiorys
Urodziła się w Sterling, Wirginia jako najstarsze z czwórki dzieci Lisy i Billa Burtonów. Jej matka była agentką nieruchomości, a ojciec - weteranem armii amerykańskiej. Dorastała w hrabstwie Loudoun z trzema młodszymi braćmi - Billym, Johnnym i Conradem. W 2000 ukończyła Park View High School, gdzie była skarbnikiem rady uczniowskiej na drugim roku, wiceprzewodniczącą, kapitanem drużyny cheerleaderek, przewodniczącą rady uczniowskiej i królową balów. Po przeprowadzce do Nowego Jorku studiowała na Uniwersytecie Nowojorskim. Naukę kontynuowała w Authentic Talent and Literary Management w nowojorskim Brooklynie.
Pracowała jako VJ w programie emitowanym w stacji muzycznej MTV Total Request Live (2000–2008). W tamtym czasie można było ją także usłyszeć w audycjach popularnego studenckiego radia W.O.B.U.. Wystąpiła w jednym z odcinków serialu Jezioro marzeń (Dawson’s Creek, 2002) jako VJ Hilarie. Grała postać Peyton Sawyer w serialu młodzieżowym The CW Pogoda na miłość (One Tree Hill, 2003–2009), za którą cztery razy była nominowana do Teen Choice Awards. W lutym 2004 znalazła się na okładce magazynu „American Cheerleader”. Wystąpiła w teledysku Jack’s Mannequin „The Mixed Tape” (2005) i indyjskim filmie Our Very Own (2005). W listopadzie 2006 wraz z Sophią Bush i Danneel Harris trafiła na okładkę magazynu „Maxim”. 
5 października 2019 wyszła za mąż za Jeffreya Deana Morgana. Mają syna Gusa (ur. 2010) i córkę George (ur. 2018).

## Filmografia
- 2003 – Pogoda na miłość (One Tree Hill) jako Peyton Sawyer (serial)
- 2003 – Jezioro marzeń (Dawson's Creek) jako VJ (serial)
- 2005 – Unscripted jako ona sama (serial)
- 2005 – Our Very Own jako Bobbie Chester
- 2007 – Bez tajemnic (Normal Adolescent Behavior) jako Ryan
- 2007 – The List jako Jo Johnston
- 2007 – Przesilenie (Solstice) jako Alicia
- 2008 – Sekretne życie pszczół (The Secret Life of Bees) jako Deborah Owens
- 2008 – Mała Brytania w Ameryce (Little Britain USA) jako Studentka College'u (serial)
- 2009 – Białe kołnierzyki (White Collar) jako Sara Ellis (serial)
- 2016 - Francuskie lato jako Terry